# Torroja del Priorat
Pour les articles homonymes, voir Torroja.
Torroja del Priorat est une commune de la province de Tarragone, en Catalogne, en Espagne, de la comarque de Priorat.